# Référendum de 1955 sur le statut de la Sarre
Pour le référendum de 1935 en Sarre, voir Référendum de 1935 sur le statut de la Sarre.
Un référendum sur le statut de la Sarre est organisé dans le Protectorat de la Sarre le 23 octobre 1955. Il est proposé d'en faire un organisme politique indépendant sous les auspices d'un commissaire européen, nommé par le Conseil des ministres de l'Union de l'Europe occidentale, tout en demeurant en situation d'union économique avec la France.
Le rejet du projet de statut de la Sarre par les électeurs a été interprété comme une indication que ceux-ci préféraient la réunification à l'Allemagne de l'Ouest. Le 27 octobre 1956, la France et l'Allemagne de l'Ouest concluent le traité de la Sarre, qui stipule que la Sarre sera autorisée à rejoindre l'Allemagne de l'Ouest, comme le prévoit l'article 23 de sa constitution (Grundgesetz). La Sarre devient ensuite un Land allemand le 1er janvier 1957.

## Résultats
| Circonscription      | Pour    | Pour  | Contre  | Contre | Nuls/ blancs | Total   | Inscrits | Participation |
| Circonscription      | Voix    | %     | Voix    | %      | Nuls/ blancs | Total   | Inscrits | Participation |
| -------------------- | ------- | ----- | ------- | ------ | ------------ | ------- | -------- | ------------- |
| Ville de Sarrebruck  | 30 858  | 39,10 | 48 63   | 60,90  | 1 531        | 80 452  | 83 369   | 96,50         |
| Région de Sarrebruck | 48 523  | 30,68 | 109 659 | 69,32  | 3 339        | 161 521 | 166 349  | 97,10         |
| Sarrelouis           | 36 074  | 34,63 | 68 94   | 65,37  | 3 590        | 107 758 | 111 260  | 96,85         |
| Merzig-Wadern        | 16 980  | 32,67 | 34 991  | 67,33  | 1 691        | 53 662  | 55 661   | 96,41         |
| Ottweiler            | 30 620  | 30,66 | 69 256  | 69,34  | 2 379        | 102 255 | 105 927  | 96,53         |
| Saint-Wendel         | 12 200  | 24,56 | 37 484  | 75,44  | 1 266        | 50 950  | 52 824   | 96,45         |
| Saint-Ingbert        | 15 866  | 37,39 | 26 573  | 62,61  | 1 104        | 43 543  | 45 287   | 96,15         |
| Hombourg             | 10 852  | 27,02 | 29 314  | 72,98  | 826          | 40 992  | 42 125   | 97,31         |
| Total                | 201 973 | 32,29 | 423 434 | 67,71  | 15 725       | 641 132 | 662 839  | 96,73         |
| Source : CVCE        |         |       |         |        |              |         |          |               |